# Takeshis’
Takeshis’ – japoński komediodramat z 2005 roku w reżyserii Takeshiego Kitano, który zagrał w nim również podwójną główną rolę. Zdjęcia kręcono w Tokio.

## Fabuła
Rozgrywający się na pograniczu rzeczywistości i świata wyobraźni film opowiada o dwóch mężczyznach, którzy wyglądają bardzo podobnie i noszą niemal identyczne nazwiska. Jeden z nich jest znanym aktorem, gwiazdą kina mafijnego. Drugi pracuje w niewielkim sklepie, ale także marzy o karierze aktorskiej – chodzi na liczne castingi, lecz na przeszkodzie staje mu zawsze podobieństwo do gwiazdora.

## Obsada
- Takeshi Kitano, Beat Takeshi
- Kotomi Kyōno, Dziewczyna Beata / Sąsiadka Takeshiego
- Kayoko Kishimoto
- Ren Ōsugi, Menadżer Takeshiego / Kierowca
- Susumu Terajima, Przyjaciel Takeshiego / Sąsiad Kitano – członek yakuzy
- Tetsu Watanabe
- Akihiro Miwa
- Naomasa Musaka
- Kôichi Ueda
- Tsutomu Takeshige
- Kiyoshi Bîto
- Junya Takaki
- Shôgo Kimura
- Kanji Tsuda
- Makoto Ashikawa
- Tamotsu Ishibashi
- Kunihiro Matsumura
- Toshi
- Shoken Kunimoto
- Shinji Uchiyama
- D.J. Hanger
- Tadanobu Asano
- Beat Kiyoshi
- Naomasa Rokudaira